# Steve Leach
Pour les articles homonymes, voir Leach.
Stephen Morgan Leach, dit Steve Leach, (né le 16 janvier 1966 à Cambridge dans le Massachusetts aux États-Unis) est un ancien joueur professionnel de hockey sur glace d'Amérique du Nord.

## Carrière en club
Il commence sa carrière au sein de l'université du New Hampshire dans le championnat universitaire (NCAA) avec les Wildcats du New Hampshire en 1984. En début de saison, il est choisi lors du repêchage d'entrée dans la Ligue nationale de hockey par les Capitals de Washington au deuxième tour et 34e choix.
Il joue une saison dans la NCAA avant de finir la saison suivante dans la LNH avec les Capitals pour une dizaine de matchs. La saison d'après, il fait ses débuts dans la Ligue américaine de hockey avec les Whalers de Binghamton, franchise associée aux Capitals. En 1988, il gagne sa place de titulaire dans l'attaque des Caps et joue encore trois saisons avec l'équipe.
En 1991, il rejoint les Bruins de Boston pour un peu plus de quatre saisons puis part du côté du Missouri et des Blues de Saint-Louis. Il enchaîne par la suite plusieurs transferts qui l'emmènent dans les équipes suivantes : Hurricanes de la Caroline, Sénateurs d'Ottawa et Coyotes de Phoenix.
En 1999, il rejoint les Penguins de Wilkes-Barre/Scranton de la LAH et est déclaré capitaine par alternance de la nouvelle franchise, avec Tyler Wright et John Slaney. Cependant au bout de quatre matchs, il rejoint les Penguins de Pittsburgh de la LNH. Il ne parvient pas à se faire une place dans l'équipe et arrête sa carrière la saison d'après, à la suite d'un nouveau passage dans la LAH.

## Parenté dans le sport
Il est l'oncle du joueur de hockey professionnel, Jay Leach.

## Statistiques
Pour les significations des abréviations, voir Statistiques du hockey sur glace.
| Saison     | Équipe                    | Ligue      |     | Saison régulière | Saison régulière | Saison régulière | Saison régulière | Saison régulière |    | Séries éliminatoires | Séries éliminatoires | Séries éliminatoires | Séries éliminatoires | Séries éliminatoires |
| Saison     | Équipe                    | Ligue      | PJ  | B                | A                | Pts              | Pun              | PJ               | B  | A                    | Pts                  | Pun                  |                      |                      |
| 1984-1985  | Wildcats du New Hampshire | NCAA       | 41  | 12               | 25               | 37               | 53               |                  |    |                      |                      |                      |                      |                      |
| 1985-1986  | Wildcats du New Hampshire | NCAA       | 25  | 22               | 6                | 28               | 30               |                  |    |                      |                      |                      |                      |                      |
| 1985-1986  | Capitals de Washington    | LNH        | 11  | 1                | 1                | 2                | 2                | 6                | 0  | 1                    | 1                    | 0                    |                      |                      |
| 1986-1987  | Whalers de Binghamton     | LAH        | 54  | 18               | 21               | 39               | 39               | 13               | 3  | 1                    | 4                    | 6                    |                      |                      |
| 1986-1987  | Capitals de Washington    | LNH        | 15  | 1                | 0                | 1                | 6                |                  |    |                      |                      |                      |                      |                      |
| 1987-1988  | Capitals de Washington    | LNH        | 8   | 1                | 1                | 2                | 17               | 9                | 2  | 1                    | 3                    | 0                    |                      |                      |
| 1988-1989  | Capitals de Washington    | LNH        | 74  | 11               | 19               | 30               | 94               | 6                | 1  | 0                    | 1                    | 12                   |                      |                      |
| 1989-1990  | Capitals de Washington    | LNH        | 70  | 18               | 14               | 32               | 104              | 14               | 2  | 2                    | 4                    | 8                    |                      |                      |
| 1990-1991  | Capitals de Washington    | LNH        | 68  | 11               | 19               | 30               | 99               | 9                | 1  | 2                    | 3                    | 8                    |                      |                      |
| 1991-1992  | Bruins de Boston          | LNH        | 78  | 31               | 29               | 60               | 147              | 15               | 4  | 0                    | 4                    | 10                   |                      |                      |
| 1992-1993  | Bruins de Boston          | LNH        | 79  | 26               | 25               | 51               | 126              | 4                | 1  | 1                    | 2                    | 2                    |                      |                      |
| 1993-1994  | Bruins de Boston          | LNH        | 42  | 5                | 10               | 15               | 74               | 5                | 0  | 1                    | 1                    | 2                    |                      |                      |
| 1994-1995  | Bruins de Boston          | LNH        | 35  | 5                | 6                | 11               | 68               |                  |    |                      |                      |                      |                      |                      |
| 1995-1996  | Bruins de Boston          | LNH        | 59  | 9                | 13               | 22               | 86               |                  |    |                      |                      |                      |                      |                      |
| 1995-1996  | Blues de Saint-Louis      | LNH        | 14  | 2                | 4                | 6                | 22               | 11               | 3  | 2                    | 5                    | 10                   |                      |                      |
| 1996-1997  | Blues de Saint-Louis      | LNH        | 17  | 2                | 1                | 3                | 24               | 6                | 0  | 0                    | 0                    | 33                   |                      |                      |
| 1997-1998  | Hurricanes de la Caroline | LNH        | 45  | 4                | 5                | 9                | 42               |                  |    |                      |                      |                      |                      |                      |
| 1998-1999  | Sénateurs d'Ottawa        | LNH        | 9   | 0                | 2                | 2                | 6                |                  |    |                      |                      |                      |                      |                      |
| 1998-1999  | Falcons de Springfield    | LAH        | 13  | 5                | 3                | 8                | 10               |                  |    |                      |                      |                      |                      |                      |
| 1998-1999  | Coyotes de Phoenix        | LNH        | 22  | 1                | 1                | 2                | 37               | 7                | 1  | 1                    | 2                    | 2                    |                      |                      |
| 1999-2000  | Penguins de WBS           | LAH        | 4   | 2                | 3                | 5                | 4                |                  |    |                      |                      |                      |                      |                      |
| 1999-2000  | Penguins de Pittsburgh    | LNH        | 56  | 2                | 3                | 5                | 24               |                  |    |                      |                      |                      |                      |                      |
| 2000-2001  | Panthers de Louisville    | LAH        | 2   | 0                | 1                | 1                | 0                |                  |    |                      |                      |                      |                      |                      |
| Totaux LNH | Totaux LNH                | Totaux LNH | 702 | 130              | 153              | 283              | 978              | 92               | 15 | 11                   | 26                   | 87                   |                      |                      |

## Carrière internationale
Il représente les États-Unis lors des Jeux olympiques d'hiver en 1988 à Calgary au  Canada.